# لحن موافق

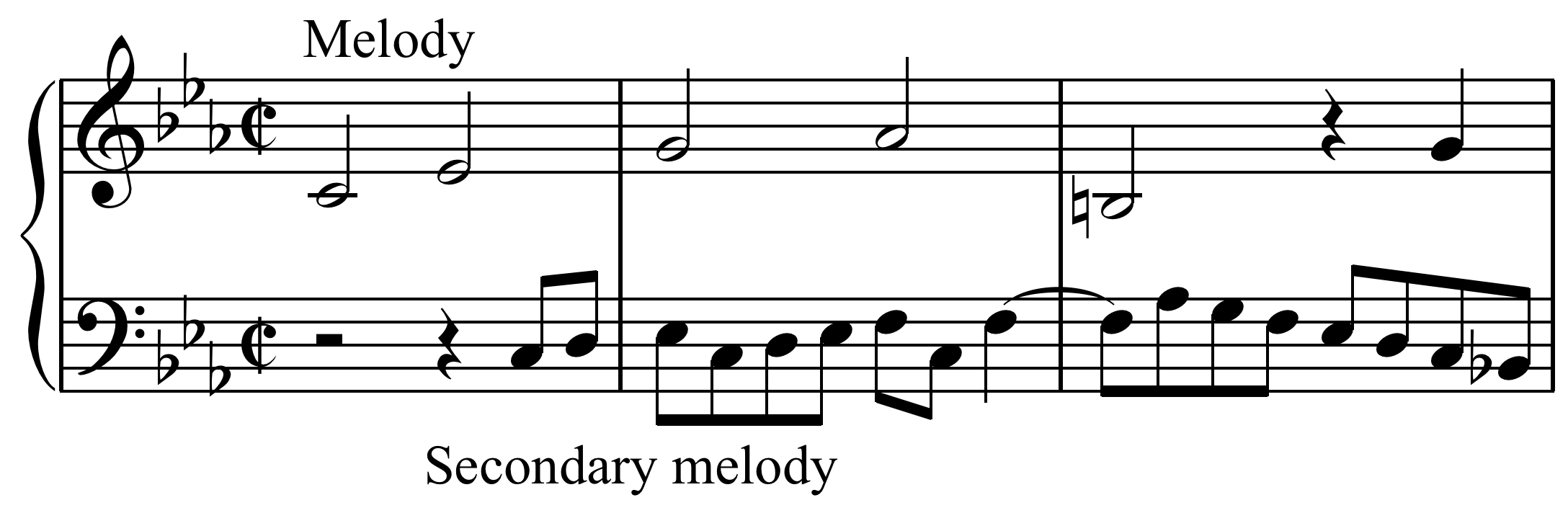

اللحن المُوافق في الموسيقى هو سلسلة من الدرجات يُنظر إليها على أنها لحن ، تُكتب لتعزف في وقت واحد مع لحن رئيس أكثر بروزًا. فهو لحن ثانوي يُعزَف في طباق مع اللحن الأساس. يؤدي اللحن المُوافق دورًا ثانويًا وعادة ما يُسمع في نسيج يتكون من لحن بالإضافة إلى المصاحبة.